# Hermine de Waldeck-Pyrmont
La princesse Hermine de Waldeck-Pyrmont (29 septembre 1827; 16 février 1910) est une princesse allemande. Elle est la seconde fille de Georges II de Waldeck-Pyrmont et de son épouse Emma d'Anhalt-Bernbourg-Schaumbourg-Hoym. Elle est la tante de la reine Emma des Pays-Bas.

## Mariage et descendance
Le 25 octobre 1844 à Arolsen, elle épouse son cousin, Adolphe Ier de Schaumbourg-Lippe. La mère du marié était la sœur du père de la mariée. Ils ont eu huit enfants :
- Hermine de Schaumbourg-Lippe (1845-1930), mariée au duc Maximilien de Wurtemberg, fils unique du duc Paul-Guillaume de Wurtemberg et de Marie-Sophie de Tour et Taxis.
- Georges de Schaumbourg-Lippe (1846-1911,; succède à son père en tant que prince de Schaumbourg-Lippe, marié à la princesse Marie-Anne de Saxe-Altenbourg.
- Hermann de Schaumbourg-Lippe (1848-1928).
- Emma de Schaumbourg-Lippe (1850-1855).
- Ida de Schaumbourg-Lippe (1852-1891), mariée à Henri XXII Reuss-Greiz.
- Othon-Henri de Schaumbourg-Lippe (1854-1935); marié à Anne von Koppen.
- Adolphe de Schaumbourg-Lippe (1859-1917), marié à Victoria de Prusse, fille de Frédéric III, empereur d'Allemagne et de Victoria du Royaume-Uni (1840-1901), la fille aînée de la reine Victoria.
- Emma de Schaumbourg-Lippe (1865-1868).

Deux de leurs filles prénommées Emma sont mortes jeunes.